# Spooky Little Girl
"Spooky Little Girl" es el noveno episodio de la primera temporada de la serie American Horror Story, que se estrenó en FX el 30 de noviembre de 2011. El episodio fue escrito por Jennifer Salt y estuvo dirigido por John Scott.

## Trama

### 1947
Una joven actriz recién llegada a Los Ángeles (Mena Suvari) se prostituye a un dentista (Joshua Malina), quien vive y trabaja en la casa. Él la anestesia y la viola, pero luego ella no despierta. En pánico, la arrastra al sótano y se encuentra con el Dr. Montgomery (Matt Ross), quien le ofrece su ayuda, pero la desmiembra. Sus restos son encontrados en un campo por una madre y su hija (Caitlin Dahl y Ava Kolker), revelando ser la Dalia Negra, Elizabeth Short.

### 2011
Un detective (Geoffrey Rivas) y la hermana de Hayden, Marla (Tanya Clarke), llegan a la casa, buscándola, creyendo que ha sido asesinada. Sin embargo, Hayden (Kate Mara) aparece y les asegura que está bien, y que tiene la intención de vivir con Ben (Dylan McDermott). Después que se van, ella le dice a Ben que tuvo el aborto y se va. Elizabeth aparece como una nueva paciente, pero su cita es interrumpida por una llamada del doctor (Eve Gordon), quien le dice que él es el padre de sólo uno de los gemelos. Moira mayor (Frances Conroy) se burla de Constance al decirle que Tate (Evan Peters) es el padre del otro gemelo. Constance con furia regaña a Tate, diciendo que si Ben lo descubre no lo ayudará, y Tate nunca podrá seguir adelante.
Creyendo que Vivien (Connie Britton) lo engañó, Ben la visita en el hospital. Pensando que está dormida, expresa su rabia y disgusto por su hipocresía y le dice que nunca la ayudará a irse. En la casa, Hayden trata de consolar a Ben, pero él le afirma firmemente que nunca la amó. Dolorida, ella acepta esto, pero le dice que Luke (Morris Chestnut) se acostó con Vivien. Ben se encuentra con Moira joven (Alex Breckenridge) y Elizabeth tratando de seducirlo y se enoja, despidiendo a Moira y echando a Elizabeth. Hayden consuela a Elizabeth, asegurándole que su sueño de ser famosa se hizo realidad con su muerte como la Dalia Negra.
Constance trata de arreglarse con su novio Travis (Michael Graziadei) y le propone matrimonio, creyendo que ellos pueden criar al hijo de Tate juntos como una familia. Cuando él se niega, ella se burla de sus sueños de volverse famoso y él se acuesta con Hayden, quien luego lo asesina. El cuerpo de Travis es desmembrado por el Dr. Montgomery y alejado por Larry. Dos jugadores de baloncesto (Joshua Allen y Dennis Hill) descubren su cuerpo mutilado igual que la Dalia Negra. Elizabeth le asegura al fantasma de Travis que quizás consiga fama al igual que ella. 
Constance, deseando al bebé, visita a Vivien en el hospital, expresando su apoyo hacia ella. Vivien confía en ella que fue violada por el Hombre de Goma, pero pretenderá que es una alucinación así puede ser dada de alta en el hospital. Ben enfrenta a Luke, pero descubre que él es estéril y no puede ser padre. Mientras Moira se va, Ben descubre la máscara del Hombre de Goma y demanda saber la verdad, ahora creyendo que Vivien no está loca y fue violada. Moira lo felicita por finalmente comenzar a ver la verdad, apareciéndole por primera vez en su "verdadera" forma.
Mientras toma té con Billie Dean (Sarah Paulson), Constance le pregunta qué puede pasar sí un bebé es nacido de un fantasma y un humano. Billie Dean dice que un secreto católico papal anuncia que un niño así es el Anticristo y resultará en el Apocalipsis.

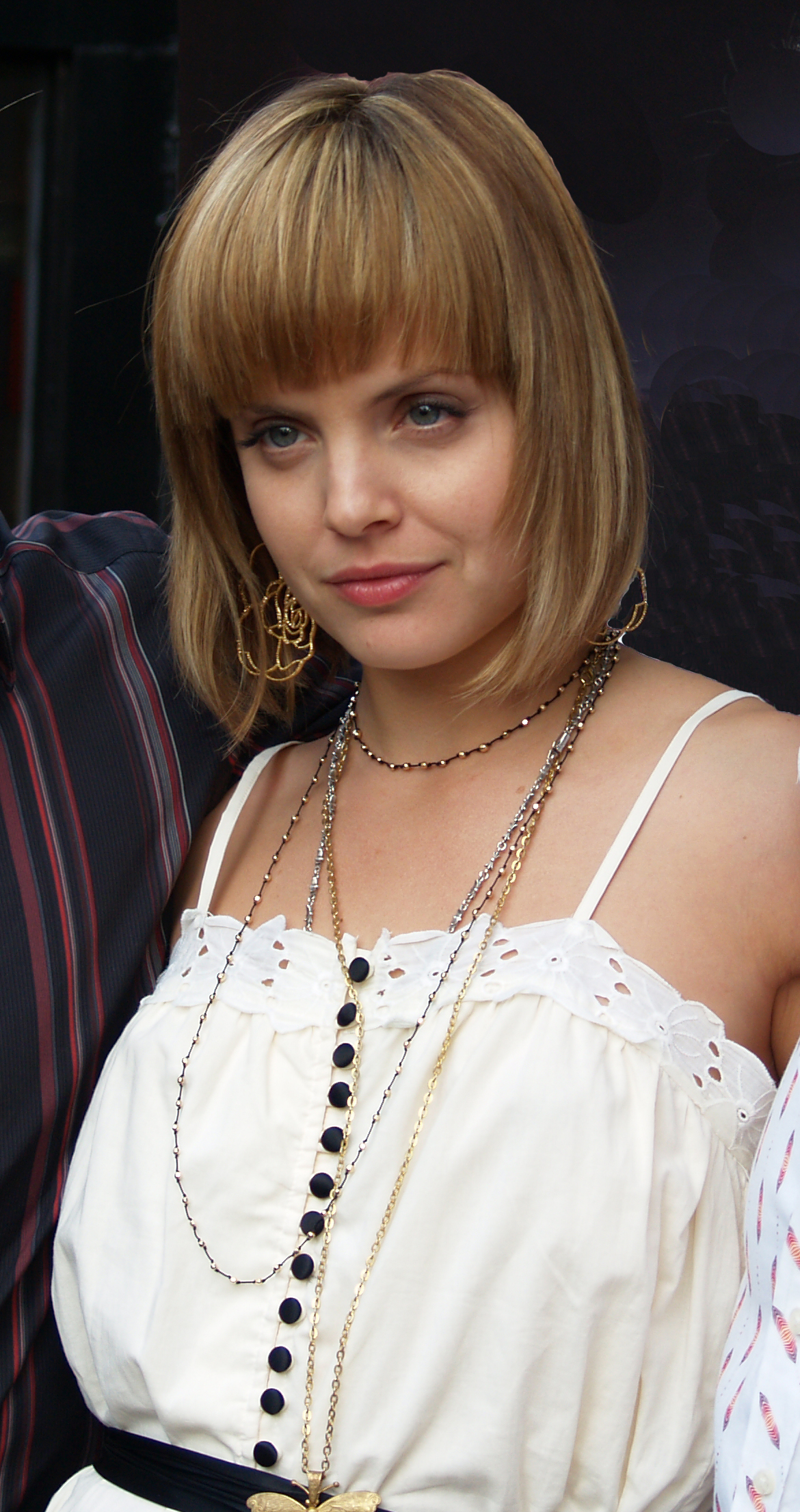
Mena Suvari interpreta a la Dalia Negra en el episodio.

## Producción
El episodio fue escrito por la productora Jennifer Salt y dirigido por John Scott.
Sobre el uso de la historia de la Dalia Negra, el cocreador de la serie Ryan Murphy dijo que siempre ha estado interesado en los crímenes sin resolver de Los Ángeles. "La cosa que me fascinaba sobre el caso es que eran más de 60 personas quiénes se atribuyeron a ese asesinato", dijo. "Siempre he estado obsesionado sobre esa idea, que nuestra cultura [quiere saber] de qué trata la fama. Una vez que comencé a buscar a la Dalia Negra para este episodio, tenía sentido para mí que fue asesinada en esa casa y quería explorar los años 40."

## Recepción e índices de audiencia
Matt Richenthal de TV Fanatic comentó en los eventos extraños del episodio, "No pasó mucho en American Horror Story esta semana, excepto por una aparición por la Dalia Negra, un cameo por el Papa y la revelación que Vivien quizás dé a luz al anti-Cristo, solo tu episodio básico de drama FX."
Fue visto por un estimado de 2.85 millones de espectadores y obtuvo un índice de audiencia de 1.7.